# Мазярня (Ніжанський повіт)
Мазярня (пол. Maziarnia) — село в Польщі, у гміні Гарасюки Ніжанського повіту Підкарпатського воєводства.
Населення — 258 осіб (2011).
У 1975—1998 роках село належало до Тарнобжезького воєводства.

## Демографія
Демографічна структура станом на 31 березня 2011 року:
|          | Загалом | Допрацездатний вік | Працездатний вік | Постпрацездатний вік |
| -------- | ------- | ------------------ | ---------------- | -------------------- |
| Чоловіки | 126     | 31                 | 77               | 18                   |
| Жінки    | 132     | 24                 | 61               | 47                   |
| Разом    | 258     | 55                 | 138              | 65                   |